# Чернобай, Василий Федотович
Васи́лий Федо́тович Черноба́й (11 декабря 1937, с. Харьковка, Старополтавский район — 27 июля 2015, Волгоград) — кандидат биологических наук, профессор кафедры зоологии, экологии и общей биологии Волгоградского государственного педагогического университета, председатель Волгоградского отделения Союза охраны птиц России, почётный член Союза охраны птиц России, автор и соавтор более чем 170 (220) научных и научно-популярных публикаций по орнитологии и паразитологии птиц, а также 10 учебно-методических пособий по зоологии и охране живой природы Нижнего Поволжья.

## Биография
Родился в селе Харьковка Старополтавского района Волгоградской области.
В 1961 году окончил естественно-географический факультет Волгоградского государственного педагогического института. В 1969 году защитил диссертацию на соискание учёной степени кандидата биологических наук по теме «Паразиты врановых птиц Нижнего Поволжья».
Скончался 27 июля 2015 года.

## Деятельность
- Соавтор Красной книги Волгоградской области[4].
- Участвовал в создании Красной книги Калачёвского района[6].
- Участвовал в создании природного парка Волго-Ахтубинская пойма[7]
- Входит в состав экологического совета при Волгоградской областной Думе[8].
- Принимал участие во Всесоюзных и Всероссийских экспедициях[4].
- Соавтор учебника «Краеведение» Волгоградской области[4].
- Региональный координатор СОПР по работе с ключевыми орнитологическими территориями[9].

## Награды
- Юбилейная медаль «За доблестный труд (За воинскую доблесть). В ознаменование 100-летия со дня рождения Владимира Ильича Ленина»[4]
- Медаль «Ветеран труда»
- Серебряная медаль ВДНХ
- Большая памятная медаль Всесоюзного общества охраны природы
- Почётный знак «Всероссийского общества охраны природы» — «За охрану природы России»
- Знак «Отличник народного просвещения»
- Знак «Отличник Гражданской обороны СССР»
- Нагрудный знак «Почётный работник высшего профессионального образования Российской Федерации»[10]
- Нагрудный знак «Отличник охраны природы»[11]